# Topkapi Films
Topkapi Films is een Nederlands productiebedrijf van speelfilms, televisieseries en non-fictie. Het hoofdkantoor is gevestigd in Amsterdam.
Het bedrijf ontstond uit twee productiebedrijven, Motel Films en IDTV. In 2011 vond de fusie plaats. Topkapi films is opgedeeld is een fictie en een non-fictietak. Er werken twintig medewerkers. Algemeen directeur is Frans van Gestel, directeur van de documentaire tak is Robert Oey
Het bedrijf heeft verschillende films en series geproduceerd. Het  verzorgde het Nederlandse aandeel aan de BBC-serie Killing Eve en produceerde Halina Reijns speelfilmdebuut Instinct. Het is tevens coproducent van Girl, een transgenderfilm van Lukas Dhont, de speelfilm Alles is Liefde en de openingsfilm op het Nederlands Film Festival in 2021, Mijn vader is een vliegtuig.
Ook werkte Topkapi mee aan Druk, die in 2021 een Oscar won voor beste buitenlandse film. In 2022 werd de serie De Verschrikkelijke Jaren Tachtig uitgezonden.
Topkapi steunt jong (Filmacademie)talent met de Topkapi Films Fiction Award.